# Ваприо д'Ада (Милано)
Ваприо д'Ада (итал. Vaprio d'Adda) је насеље у Италији у округу Милано, региону Ломбардија.
Према процени из 2011. у насељу је живело 7901 становника. Насеље се налази на надморској висини од 163 м.

## Становништво
| 1931. | 1936. | 1951. | 1961. | 1971. | 1981. | 1991. | 2001. | 2011. |
| ----- | ----- | ----- | ----- | ----- | ----- | ----- | ----- | ----- |
| 4.880 | 4.879 | 5.283 | 5.291 | 5.806 | 6.080 | 6.139 | 6.636 | 8.126 |